# プリチャル

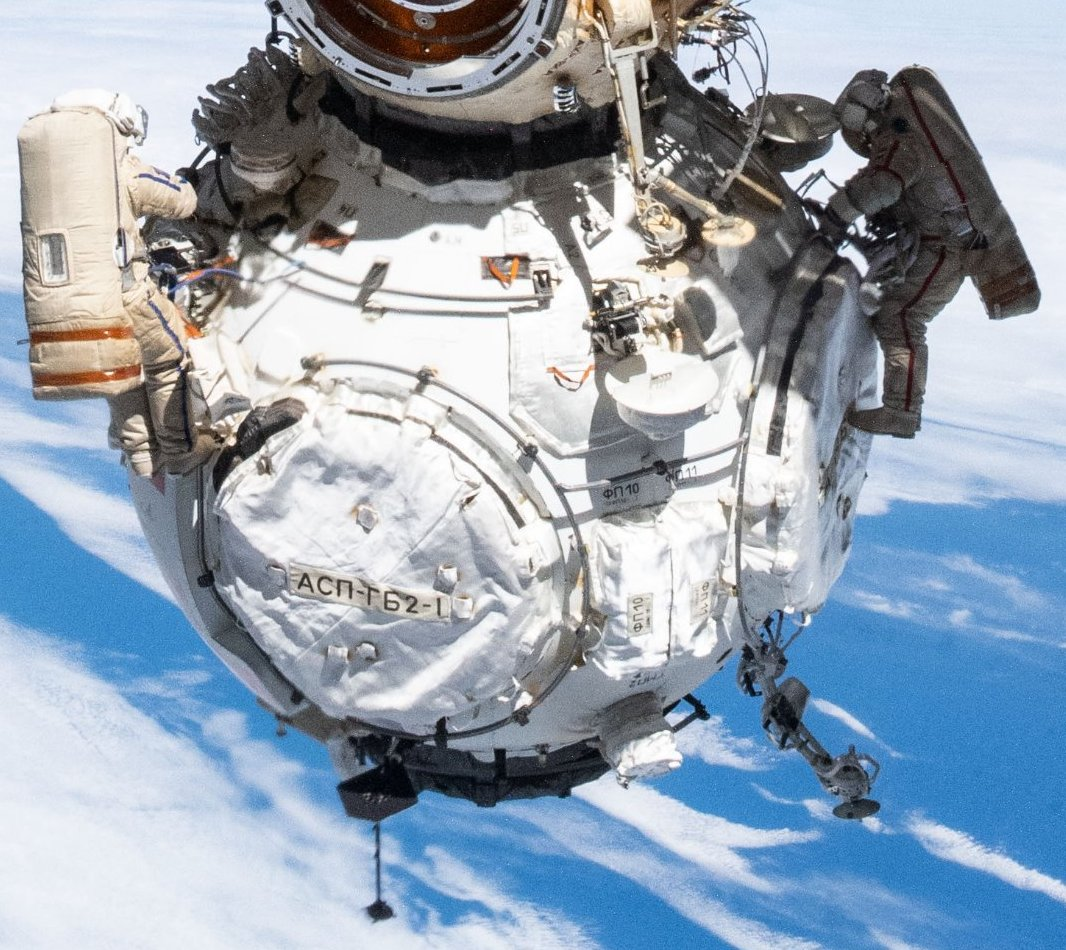
2022年1月の宇宙遊泳中にキューポラから撮影されたプリチャル

ウズロヴォイモジュール（Uzlovoy）ないしUM（ロシア語: Узловой Модуль "Причал", 「係留場所/停泊所」接続モジュール）としても知られるプリチャル接続モジュール（nodal module Prichal）は、国際宇宙ステーション（ISS）の一部を構成するロシアの宇宙機。2011年に承認され、2021年11月24日にソユーズ2.1bロケットにより打ち上げられた。元々は、この接続モジュールは将来の軌道有人組み立ておよび実験複合体（OPSEK）の恒久的な要素として使われる予定だったが、計画自体が2017年に廃棄された。

## 来歴

### 初期の打ち上げ目標
OPSEKは、提案されていたロシアの宇宙ステーションであり、火星や、おそらくは月、そして土星などの深宇宙への有人探査を支援することを想定していた。部分的にはISSに結合して軌道上で組み立てることが計画されていた。6個のドッキングポートを有するPrichal モジュールは、他のモジュールが、それぞれの寿命や、ミッションの必要性によって結合したり離脱したりすることからOPSEKの唯一の恒久要素となるはずだった。2017年9月、ロスコスモスは「ISSからロシア軌道セグメントを切り離す計画はない」と表明した。これがOPSEK計画の公式な終了となった。

### 打ち上げの遅延
2000年代中ごろ、ロシア軌道セグメント（ROS）の製造会社であるエネルギアはISSの将来の構成にウズロヴォイモジュール（UM）を追加した。この提案は接続モジュール（ナウカモジュールの天底側に位置することを考慮してドッキングポートが4ポートから6ポートへと増加し、同時に部分的に追加の生命維持システムを削除することによって重量を20トンから4トンへと減少させるという、汎用ドッキングモジュール（UDM）から大幅に設計変更されたもの）と、追加の科学/エネルギーモジュールを2013年から2015年にかけてロシア側モジュールに追加するというのだった。これらの計画はナウカの遅延によって棚上げになった。ナウカモジュールの改修以降、ウズロヴォイモジュールはプリチャルモジュールとなった。その小ささにもかかわらず、この4トンの、球形のモジュールはロシアの宇宙計画において非常に重要な役目を担う可能性がある。
予備設計は2011年1月15日に完了し、エネルギアは科学技術評議会が会議を開き、接続モジュールと関連ハードウェアの予備設計についてのレビューを実施し、設計を承認したと発表した。この会議では、専用の輸送船としてプログレス輸送船を改造したプログレスM-UMと、プログレスM-UM宇宙機モジュールを打ち上げるためのソユーズロケットの改修も承認した。

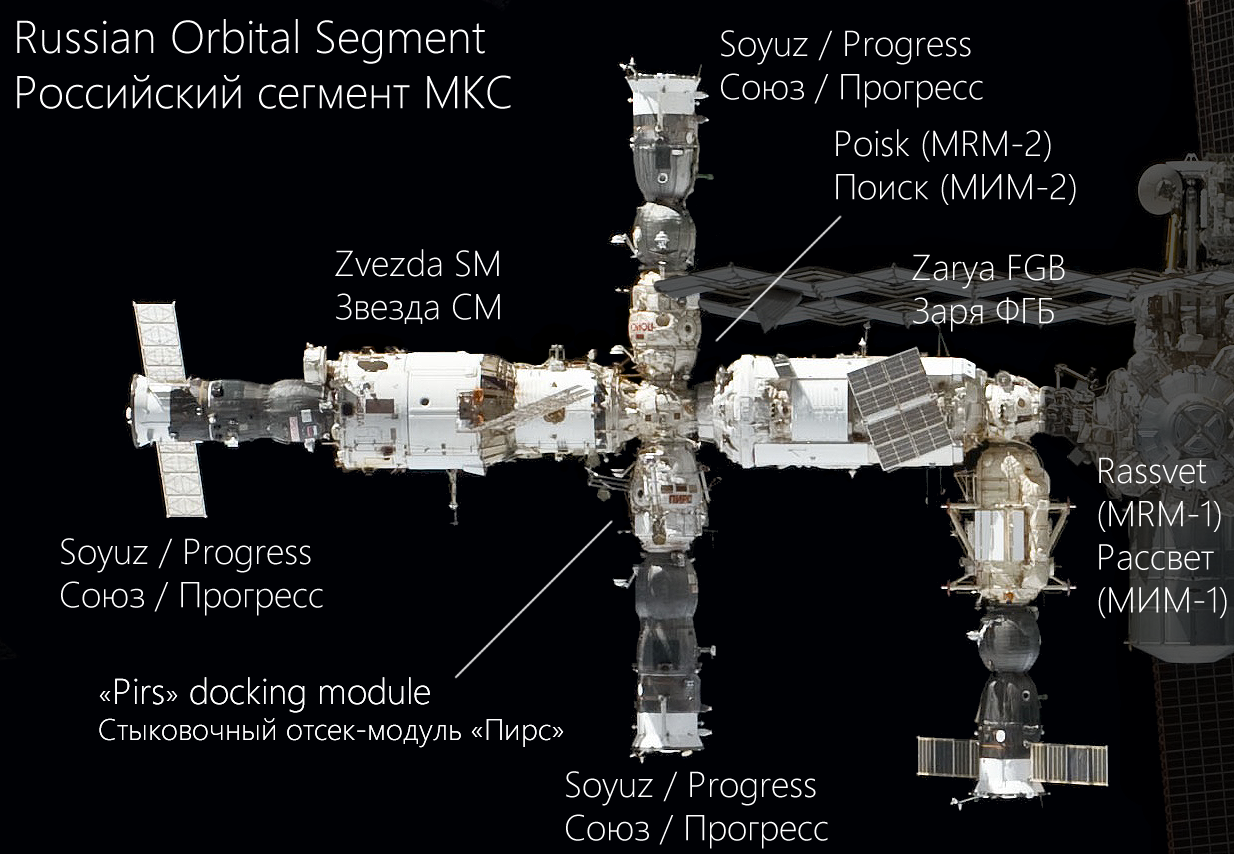
ナウカおよびUMが打ち上げられる以前の、2011年のロシア軌道セグメントの構成を示す注釈付き画像

当初、この接続モジュールは2012年にはISSに組み込まれる予定だったが、プリチャルの前に打ち上げられるべきナウカモジュールの遅延のために、打ち上げが数回延期された。2018年11月、ロスコスモスの有人宇宙計画担当専務のセルゲイ・クリカレフはプリチャルはすでに飛行可能となっているが、依然としてナウカに「複数の小さな問題」があると主張した。
ロケットおよび宇宙企業のエネルギア（ロスコスモスの国営企業の一部）のコントロールおよびテストステーションで、プログレスM-UM輸送船モジュールの一部としてのプリチャルの技術的なテストが完了した。2021年7月31日、この宇宙機は国際宇宙ステーションのロシア軌道セグメントのさらなる開発スケジュールに従って、組み立てと飛行前の準備を続けるためにバイコヌール宇宙基地の技術コンプレックスに運ばれた。
それ以前の数週間、エネルギアの専門家はKISの領域にあるズヴェズダサービスモジュールおよびナウカ多目的実験モジュールの統合スタンドを備えたプリチャルモジュールの接続テストのサイクルを成功裏に完了した。最後の操作のあとで、宇宙船のドッキングしていないコンポーネントと地上テスト装置は、宇宙基地への列車輸送に向けて準備された。
ソユーズ 2.1打ち上げ機を用いた、プログレスM-UM貨物輸送モジュールの一部としてのプリチャル接続モジュールの低軌道への打ち上げは2021年11月に予定されている。

## プリチャル（ISSモジュール）
プリチャルの、プログレス補給船を改修したプログレスM-UM宇宙船に搭載して、宇宙ステーションへ届けるための打ち上げは2021年11月24日に予定されている。ソユーズ 2.1b運搬ロケットが軌道投入のために使用される予定である。この接続モジュールは、ナウカモジュールの天底側ポートから、2021年6月29日に打ち上げられたプログレスMS-17によって2021年11月24日にドッキングアダプターが取り除かれた後で、ナウカモジュールの天底側ないし地球向きのポートにドッキングする予定である。

## 設計
接続モジュールは6個のハイブリッドドッキングポートを備えた球形に設計されている。1つのポートは宇宙ステーションと接続可能な能動ポートであり、他の5つは接続モジュールに他の宇宙機がドッキングするための受動ポートである。このような設計は、宇宙機とのドッキングポートをそれぞれ1つしか備えていないピアースおよびポイスクドッキングモジュールからの顕著な設計変更である。さらに、能動ポートの対向側ポートは、ドッキングしたロシア製宇宙機と宇宙ステーションとの間で双方向の自動的な推進剤の移送機能と、クルスシステムを使用した有人および無人宇宙機の自動ドッキング機能を備えている。ドッキング室は14立方メートルの内容積がある。

## 国際宇宙ステーションでの利用
Prichalは2021年7月21日に打ち上げられたナウカモジュールにドッキングすることが計画されている。ナウカはズヴェズダモジュールの天底側ポートに接続されており、プリチャルはナウカの天底側ポートへとドッキングすることが計画されている。このように配置することで、ズヴェズダおよびザーリャモジュールから十分離すことができ、残りの5つのドッキングポートをソユーズやプログレス補給船および他のモジュール（特にSPM-1）を自由に使用することができる。

### 複数のドッキング区画
将来、ソユーズ宇宙船をラスヴェットおよびプリチャルの天底側ポートにドッキングし、プログレス輸送船をズヴェズダの船尾側およびポイスクの天頂側ポートにドッキングするのが標準手順になるかもしれない。これは、ズヴェズダの船尾側ポートに接続された移送チャンバーに小さな空気漏れがあることからできるだけ閉じていることが求められ、そうするともしもソユーズがズヴェズダの船尾側ポートにドッキングしている場合は行き来が妨げられてしまうからである。さらに、プログレスをズヴェズダの船尾側ポートにドッキングすればメインエンジンを使ってISSをリブーストすることもできる。プログレスはまた、ポイスクの天頂側ポートへもドッキングするが、これはピアースの離脱以降はポイスクが現在はロシア軌道セグメントの船外活動用エアロックの機能も果たしており、船外活動中はポイスクが与圧されていないためにポイスクにソユーズがドッキングしている場合には行き来が妨げらえるが、これはISSの避難シナリオに安全上の問題となるからである。

### 航宙局のウェブサイト
Russia (Energia)
 Russia (Federal)

### 画像
- CGI of module
- CGI of module
- Line diagram of module and progress robot spacecraft